# Колін Девіллар
Колін Девіллар (9 жовтня 2000 , Сен-Вальє ) — французька спортивна гімнастка, яка спеціалізується на опорному стрибку, дворазова чемпіонка Європи, а також бронзова призерка чемпіонату світу на цьому гімнастичному снаряді. 

## Спортивна кар'єра
Першим великим міжнародним турніром для гімнастки став чемпіонат Європи 2017 року, який відбувся в Клуж-Напоці. Там їй вдалося стати чемпіонкою в опорному стрибку. Згодом, на домашньому етапі Кубка світу який відбувся в Парижі, їй знову вдалося стати найкращою в опорному стрибку. На дебютному чемпіонаті світу посіла п'ятнадцяте місце у кваліфікації опорного стрибку.
У 2018 році допомогла збірній Франції виграти срібні медалі чемпіонату Європи. У фіналі опорного стрибку посіла лише шосте місце.
У 2019 році, на чемпіонаті Європи, у фіналі опорного стрибку, постипилася лише росіянці Марії Пасєці.
У 2021 році, незважаючи на успішні виступи на Кубках світу та Кубках виклику, не увійшла до складу збірної Франції на Олімпійські ігри. Восени виступила на чемпіонаті світу, посівши десяте місце у кваліфікації опорного стрибку.
У жовтні 2022 року, на чемпіонат світу, зуміла виграти бронзову медаль в опорному стрибку. Ця медаль стала першою для французьких гімнасток на чемпіонатах світу з 2009 року.
Сезон 2023 року розпочала на етапах Кубка світу в Досі та Баку, де здобула перемогу в опорному стрибку. Окрім цього, на етапі який відбувся в Досі посіла шосте місце у вправах на колоді. У квітні виступила на чемпіонат Європи, де зуміла стати чемпіонкою в опорному стрибку, а також допомогла збірній Франції посісти шосте місце.

## Результати на турнірах
| Рік  | Змагання                | КБ | ІБ | Опорний стрибок | Різновисокі бруси | Колода | Вільні вправи |
| ---- | ----------------------- | -- | -- | --------------- | ----------------- | ------ | ------------- |
| 2016 | Чемпіонат Франції       |    | 12 | 1               |                   |        |               |
| 2016 | French Review           |    | 3  | 1               |                   | 2      |               |
| 2016 | Élite Gym Massilia      |    | 23 | 1               |                   |        |               |
| 2017 | Чемпіонат Європи        |    |    | 1               |                   |        |               |
| 2017 | Кубок світу в Парижі    |    |    | 1               |                   |        |               |
| 2017 | Чемпіонат світу         |    |    | 15              |                   |        |               |
| 2018 | Кубок світу в Досі      |    |    | 3               |                   |        |               |
| 2018 | Чемпіонат Франції       |    | 6  | 2               |                   |        |               |
| 2018 | Кубок Sainté Gym        | 1  |    | 1               |                   |        | 3             |
| 2018 | Чемпіонат Європи        | 2  |    | 6               |                   |        |               |
| 2019 | Кубок світу в Баку      |    |    | 4               |                   | 9      | 11            |
| 2019 | Кубок світу в Досі      |    |    | 3               |                   | 15     | 8             |
| 2019 | Чемпіонат Європи        |    |    | 2               |                   | 69     | 42            |
| 2020 | Кубок світу в Мальбурні |    |    | 2               |                   |        |               |
| 2020 | Кубок світу в Баку      |    |    | 2               |                   | 16     |               |
| 2021 | Кубок виклику у Варні   |    |    | 1               |                   | 11     |               |
| 2021 | Чемпіонат Франції       |    | 12 | 1               |                   | 2      |               |
| 2021 | Кубок світу в Досі      |    |    | 2               |                   | 5      |               |
| 2021 | Чемпіонат світу         |    |    | 10              |                   | 49     |               |
| 2022 | Трофей міста Єзоло      | 6  |    | 1               |                   |        |               |
| 2022 | Кубок виклику в Парижі  |    |    | 3               |                   |        |               |
| 2022 | Чемпіонат світу         | 8  |    | 3               |                   |        |               |
| 2023 | Кубок світу в Досі      |    |    | 1               |                   | 6      |               |
| 2023 | Кубок світу в Баку      |    |    | 1               |                   |        |               |
| 2023 | Чемпіонат Європи        | 6  |    | 1               |                   | 18     |               |
| 2023 | Чемпіонат світу         | 3  |    | 9               |                   |        |               |
| 2023 | Кубок виклику в Осієку  |    |    | 1               |                   | 4      | 2             |
| 2023 | Чемпіонат Європи        |    |    | 1               |                   |        |               |